# Ahmed Sariweh
Ahmed Nawaf Sariweh (Amman, 23 gennaio 1994) è un calciatore giordano, ala dell'Al-Qadisiyya e della Nazionale giordana.

## Carriera
Gioca nel campionato saudita con l'Al-Qadisiyya; dal 2013 fa parte della nazionale di calcio giordana, con cui ha partecipato alla Coppa d'Asia 2015.